# Paul Heßlein
Paul Heßlein (* 30. April 1886 in Bamberg; † 30. Juni 1953) war der einzige Abgeordnete, der die Zentrumspartei Sachsen jemals im Sächsischen Landtag in der Weimarer Republik vertrat.
Paul Heßlein entstammte einer jüdischen Familie, die um 1905 zum Katholizismus konvertierte.
Er arbeitete als Journalist und war Hauptschriftleiter der
Sächsischen Volkszeitung. Politisch war er Mitglied der Zentrumspartei und wurde Bürgermeister von Schirgiswalde in der Oberlausitz.
Paul Heßlein wurde bei der Landtagswahl in Sachsen 1920 in den Landtag gewählt und vertrat das Zentrum dort bis zum Ende der Wahlperiode 1922. Er wurde später Generalsekretär des Landesverbandes.
1928 bis 30. März 1933 arbeitete Paul Heßlein als Pressechef des Deutschen Beamtenbundes und Hauptschriftleiter des Organs des Verbandes „Der Beamtenbund“.
Mit der Machtergreifung der Nationalsozialisten wurde das Zentrum aufgelöst und Paul Heßlein erlitt aufgrund seiner jüdischen Herkunft und politischen Position Verfolgungen durch die neuen Machthaber. So verlor er seinen Beruf. 1938 musste er nach England emigrieren. 1939 wanderte er nach Chile aus. Dort war er Herausgeber eines wöchentlichen Presse- und Informationsdienstes (‚Politische Briefe', ‚Wirtschaftliche Privatinformation für Chile und Südamerika', später ‚Wirtschaftspolitischer Konjunkturdienst'). 1942 erfolgte die Einbürgerung in Chile. 1953 kehrte er mit seiner Frau in die Bundesrepublik Deutschland zurück.
Sein Sohn Bernd C. Hesslein (1921–2012) wurde ebenfalls Journalist.
Aufmerksamkeit erregte 1951 ein Interview mit Paul Heßlein, in dem er erklärte, Martin Bormann lebend in Chile gesehen zu haben.